# 2010 HD112
2010 HD112, também escrito como 2010 HD112, é um objeto transnetuniano que está localizado no Cinturão de Kuiper, uma região do Sistema Solar. Este objeto é classificado como um cubewano. Ele possui uma magnitude absoluta de 6,5 e tem um diâmetro estimado com cerca de 221 km.

## Descoberta
2010 HD112 foi descoberto no dia 20 de abril de 2010 pelos astrônomos A. Udalski, C. A. Trujillo, G. Pietrzynski e S. S. Sheppard.

## Órbita
A órbita de 2010 HD112 tem uma excentricidade de 0,030 e possui um semieixo maior de 44,496 UA. O seu periélio leva o mesmo a uma distância de 43,143 UA em relação ao Sol e seu afélio a 45,848 UA.